# Stacey Nuveman
Stacey Nuveman, född den 26 april 1978 i La Canada Flintridge, Kalifornien, är en amerikansk softbollspelare.
Hon tog OS-guld i samband med de olympiska softboll-turneringarna 2000 i Sydney.
Hon återupprepade denna bedrift fyra år senare i Aten.